# Cantone di San Martino di Lota
Il Cantone di San Martino di Lota era una divisione amministrativa dell'arrondissement di Bastia.
A seguito della riforma approvata con decreto del 26 febbraio 2014, che ha avuto attuazione dopo le elezioni dipartimentali del 2015, è stato soppresso.
I 3 comuni facenti parte prima della riforma del 2014 erano:
- San Martino di Lota
- Santa Maria di Lota
- Ville di Pietrabugno